# アイヴァン・クーパー
アイヴァン・アヴリル・クーパー（Ivan Averill Cooper, 1944年 - 2019年6月26日）は、北アイルランドの政治家。デリー県キラルー（Killaloo）出身。
1969年の総選挙で北アイルランド議会議員に無所属で選出される（ミッド・ロンドンデリー選挙区）。
1970年8月21日、ジョン・ヒューム、パディ・デヴリン（Paddy Devlin）、ジェリー・フィット（Gerry Fitt）と共に社会民主労働党（SDLP）を設立する。
1972年1月30日、北アイルランド、デリーでの血の日曜日事件（ブラッディ・サンデー）でデモ行進のリーダーを務める。
2007年12月11日、共和党と社会民主労働党の合併を提案する。